# 最小公分母
最小公分母（英文：least common denominator）是一個數學用語，指許多分數分母的最小公倍數，若分數相加減或比較時，可將分數通分，使其分母為相同數值，簡化其運算過程。

## 在算術及代數中的角色
分數可以用不同的形式表示，只要分子和分母之間的比例維持不變，分數的數值就不會改變，因此以下的多個分數都是相等的：
{\displaystyle {\frac {2}{3}}={\frac {6}{9}}={\frac {12}{18}}={\frac {144}{216}}={\frac {200,\!000}{300,\!000}}}
若數個分數的分母均相同時，要相加、相減及比較會最簡單。例如{\displaystyle {\frac {5}{12}}+{\frac {6}{12}}={\frac {11}{12}}}和{\displaystyle {\frac {5}{12}}<{\frac {11}{12}}}都是很簡而易懂的，因為這些分數的分母相同。但{\displaystyle {\frac {5}{12}}+{\frac {11}{18}}}的數值或是{\displaystyle {\frac {5}{12}}}和{\displaystyle {\frac {11}{18}}}的大小就比較困難，因為其分母不同。若將各分數通分，也就是將改寫為分母為各分母公因數（公分母）的分數，即可處理此問題，其中數值最小的就是最小公分母
一組分數的最小公分母是所有分母的最小公倍數，所有分母的乘積也是公分母，例如：
{\displaystyle {\frac {1}{2}}+{\frac {2}{3}}={\frac {3}{6}}+{\frac {4}{6}}={\frac {7}{6}}}
不過分母的乘積不一定是最小公分母：
{\displaystyle {\frac {5}{12}}+{\frac {11}{18}}={\frac {15}{36}}+{\frac {22}{36}}={\frac {37}{36}}}
此處的最小公分母為36，其分母乘積216是公分母，但若將分數都通分為分母為216的數值，其運算過程中的數值較大：
{\displaystyle {\frac {5}{12}}+{\frac {11}{18}}={\frac {90}{216}}+{\frac {132}{216}}={\frac {222}{216}}}
若處理的是變數而不是數字，也可以用相同的方式處理：
{\displaystyle {\frac {a}{bc}}+{\frac {c}{b^{2}d}}={\frac {abd}{b^{2}cd}}+{\frac {c^{2}}{b^{2}cd}}={\frac {abd+c^{2}}{b^{2}cd}}}
計算最小公分母的方式和計算最小公倍數的方法相同。